# Erioptera micromyia
Erioptera micromyia är en tvåvingeart som beskrevs av Alexander 1920. Erioptera micromyia ingår i släktet Erioptera och familjen småharkrankar. Inga underarter finns listade i Catalogue of Life.